# 2005 în științifico-fantastic
- 2004 în științifico-fantastic — 2005 în științifico-fantastic — 2006 în științifico-fantastic

2005 în științifico-fantastic implică o serie de evenimente:

## Nașteri și decese

### Decese
- Alan Burt Akers (pseudonimul lui Kenneth Bulmer) (n. 1921)
- Carl Amery (n. 1922)
- Camil Baciu (n. 1926)
- John Brosnan (n. 1947)
- Kenneth Bulmer (n. 1921)
- Chris Bunch (n. 1943)
- F. M. Busby (n. 1921)
- Jack L. Chalker (n. 1944)
- Larry Collins (n. 1929)
- Michael Collins (pseudonimul lui Dennis Lynds) (n. 1924)
- Michael Coney (n. 1932)
- Zoltán Csernai (n. 1925)
- Clark Darlton (pseudonimul lui Walter Ernsting) (n. 1920)
- Françoise d’Eaubonne (n. 1920)
- Walter Ernsting (n. 1920)
- Frank Kelly Freas (n. 1922)
- Klaus Frühauf (n. 1933)
- Charles L. Harness (n. 1915)
- Dennis Lynds (n. 1924)
- Richard Marsten (n. 1926)
- Raylyn Moore (n. 1928)
- Horst Müller (n. 1923)
- Josef Nesvadba (n. 1926)
- Andre Norton  (n. 1912)
- Wladimir Sawtschenko (n. 1933)
- Robert Sheckley (n. 1928)
- Theodore L. Thomas (n. 1920)
- Karl-Heinz Tuschel (n. 1928)

## Filme
| Titlu                                      | Regizor                           | Distribuție                                                                 | Țara                                                                                                  | Sub-Gen /Note       |
| ------------------------------------------ | --------------------------------- | --------------------------------------------------------------------------- | --- | ------------------- |
| A Sound of Thunder                         | Peter Hyams                       | Edward Burns, Catherine McCormack, Ben Kingsley                             | Statele Unite ale Americii                                                                            |                     |
| Æon Flux                                   | Karyn Kusama                      | Charlize Theron, Marton Csokas, Jonny Lee Miller                            | Statele Unite ale Americii                                                                            |                     |
| Alien Abduction                            | Eric Forsberg                     | Megan Lee Ethridge, Griff Furst, Marissa Morse                              | Statele Unite ale Americii                                                                            | [ 2 ]               |
| The Cave                                   | Bruce Hunt                        | Cole Hauser, Morris Chestnut, Eddie Cibrian                                 | Statele Unite ale Americii                                                                            |                     |
| Doom                                       | Andrzej Bartkowiak                | Karl Urban, Rosamund Pike, Razaaq Adoti                                     | Cehia · Germania · Regatul Unit al Marii Britanii și al Irlandei de Nord · Statele Unite ale Americii |                     |
| Fantastic Four                             | Tim Story                         | Ioan Gruffudd, Jessica Alba, Chris Evans, Michael Chiklis                   | Statele Unite ale Americii                                                                            |                     |
| Final Fantastic VII Advent Children        | Tetsuya Nomura, Takeshi Nozue     |                                                                             | Japonia                                                                                               | Animație            |
| The Girl From Monday                       | Hal Hartley                       | Bill Sage, Sabrina Lloyd, Tatiana Abracos                                   | Statele Unite ale Americii                                                                            |                     |
| H.G. Wells' The War of the Worlds          | Timothy Hines                     |                                                                             | Statele Unite ale Americii                                                                            |                     |
| The Hitchhiker's Guide to the Galaxy       | Garth Jennings                    | Martin Freeman, Mos Def, Sam Rockwell                                       | Statele Unite ale Americii · Regatul Unit al Marii Britanii și al Irlandei de Nord                    |                     |
| The Island                                 | Michael Bay                       | Ewan McGregor, Scarlett Johansson, Sean Bean                                | Statele Unite ale Americii                                                                            |                     |
| The Jacket                                 | John Maybury                      | Adrien Brody, Keira Knightley, Kris Kristofferson, Jennifer Jason Leigh     | Statele Unite ale Americii                                                                            | Psihologic Thriller |
| Man with the Screaming Brain               | Bruce Campbell                    | Bruce Campbell, Ted Raimi                                                   | Statele Unite ale Americii                                                                            |                     |
| Meatball Machine                           | Yūdai Yamaguchi, Junichi Yamamoto | Issei Takahashi, Aoba Kawai                                                 | Japonia                                                                                               | [ 3 ]               |
| Planetfall                                 | Michael J. Heagle                 | Leitha Matz, Heidi Fellner, Alan Struthers, Charles Hubbell, Snype Myers    | Statele Unite ale Americii                                                                            | [ 4 ]               |
| Puzzlehead                                 | James Bai                         | Stephen Galaida, Robbie Shapiro                                             | Statele Unite ale Americii                                                                            |                     |
| Robots                                     | Chris Wedge, Carlos Saldanha      |                                                                             | Statele Unite ale Americii                                                                            | Animație            |
| Serenity                                   | Joss Whedon                       | Nathan Fillion, Gina Torres, Alan Tudyk                                     | Statele Unite ale Americii                                                                            | [ 5 ]               |
| Slipstream                                 | David Van Eyssen                  | Vinnie Jones, Sean Astin                                                    | Statele Unite ale Americii                                                                            |                     |
| Star Wars Episode III: Revenge of the Sith | George Lucas                      | Ewan McGregor, Hayden Christensen, Natalie Portman, Ian McDiarmid, Frank Oz | Statele Unite ale Americii                                                                            | [ 6 ]               |
| Steamboy                                   | Katsuhiro Otomo                   |                                                                             | Japonia                                                                                               | Anime               |
| War of the Worlds                          | Steven Spielberg                  | Tom Cruise, Dakota Fanning                                                  | Statele Unite ale Americii                                                                            |                     |
| The Wild Blue Yonder                       | Werner Herzog                     | Brad Dourif                                                                 | Danemarca · Regatul Unit al Marii Britanii și al Irlandei de Nord · Franța · Germania                 |                     |
| Zathura: A Space Aventură                  | Jon Favreau                       | Jonah Bobo, Josh Hutcherson, Dax Shepard                                    | Statele Unite ale Americii                                                                            |                     |
|                                            |                                   |                                                                             | |                     |

## Premii
Premiul Hugo pentru cel mai bun roman
- Jonathan Strange & Mr Norrell de Susanna Clarke

Premiul Nebula pentru cel mai bun roman
- Camuflaj de Joe Haldeman

Premiul Saturn
- Cel mai bun film SF: Star Wars Episode III: Revenge of the Sith